# Лихтенштейн в Первой мировой войне
Лихтенштейн, небольшое княжество в Центральной Европе, провозгласил нейтралитет в Первой мировой войне, но оказался втянут в сложную геополитическую ситуацию из-за тесных связей с Австро-Венгрией и экономической зависимости от соседних стран. Несмотря на отсутствие прямого участия в боевых действиях, война оказала существенное влияние на политическую, экономическую и социальную жизнь княжества, оставив глубокий след в его истории. 
В начале XX века Лихтенштейн был тесно связан с Австро-Венгрией таможенным союзом и разделял проавстрийские симпатии. Однако с началом войны в 1914 году княжество столкнулось с необходимостью обеспечить своё выживание в условиях глобального конфликта. Объявленный нейтралитет Лихтенштейна не был полностью признан странами Антанты, и княжество оказалось в экономической блокаде, что привело к серьёзным экономическим трудностям и нехватке продовольствия.
Внутренняя политическая ситуация в Лихтенштейне также обострилась в годы войны. Недовольство населения недостаточными, по их мнению, мерами правительства по преодолению экономического кризиса привело к политическому кризису и отставке губернатора Леопольда фон Имхофа в 1918 году. Этот период, известный как «Ноябрьский путч», стал катализатором для развития политической оппозиции и формирования первых политических партий в стране.
Окончание войны и распад Австро-Венгерской империи поставили перед Лихтенштейном новые вызовы. Княжество было вынуждено переориентировать свою внешнюю политику и установить более тесные связи со Швейцарией, что в конечном итоге привело к заключению таможенного и валютного союза в 1923 году. Лихтенштейн также столкнулось с проблемами в отношениях с Чехословакией, которая не признавала его суверенитет и конфисковала значительные земельные владения княжеской семьи. 
Несмотря на сложности военного времени и послевоенного периода, Лихтенштейн сумел сохранить свой суверенитет и независимость. Первая мировая война стала важным этапом в истории княжества, способствовав его трансформации из аграрной страны, тесно связанной с Австро-Венгрией, в современное государство с развитой экономикой и тесными связями со Швейцарией. 

## Предыстория

Лихтенштейн на карте Европы в 1914 году

Получив свое название от князей Лихтенштейна, правивших им с 1719 года, в 1914 году Лихтенштейн оставался независимым суверенным государством. Население Лихтенштейна оценивалось в 11 100 человек. Их основными продуктами питания были крупный рогатый скот, кукуруза и картофель, но без достаточного количества сельскохозяйственных угодий для пшеницы княжество не могло самостоятельно обеспечивать себя.

## Нейтралитет

### Внешняя политика
Когда началась Первая мировая война, население, государственные и церковные органы, две государственные газеты и Княжеский дом поддержали Центральные державы и особенно Австро-Венгрию, с которой с 1852 года существовал таможенный союз. У карликового государства не было постоянной армии и традиции военной службы. Изначально не было заявления о нейтралитете, потому что руководители страны считали, что война будет кратковременной и что международное сообщество не ожидает такого заявления от маленького государства без армии. Первоначальная военная эйфория вскоре рассеялась и население стало усиленно снимать сбережения из сберегательной кассы и запасать продукты питания.
Однако лихтенштейнцы, проживающие в государствах Антанты столкнулись с серьёзными проблемами. Они были интернированы, а их имущество было конфисковано. В результате такого развития событий правительство с сентября 1914 года неоднократно заявляло, что Лихтенштейн сохраняет нейтралитет и является независимым государством от Австро-Венгрии.
С осени 1914 года поставки продовольствия из Австро-Венгрии начали прерываться, и правительству пришлось искать новые источники поставок в Швейцарии. Однако, тут сыграл факт отказа от первоначального объявления нейтралитета, повлёкший за собой негативное последствие. Хотя страны Антанты не рассматривали Лихтенштейн как вражеское государство, к январю 1916 года они ввели запрет на деньги и товары, предназначенные для Лихтенштейна. Они считали княжество «неспособным защищать свои права и выполнять обязательства нейтрального государства», поскольку он был тесно связан с Австро-Венгрией (прежде всего экономически). Франция и вовсе в феврале 1916 года заявила, что не признаёт нейтралитет княжества в экономических вопросах. Таким образом, Лихтенштейн оказался в экономической блокаде Антанты.

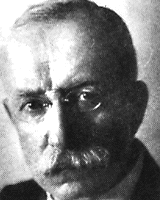
Артур Хоффман

2 марта 1916 года Антанта получила запрос от Артура Хоффмана из министерства иностранных дел Швейцарии о возможности экспортировать в Лихтенштейн такое количество продуктов питания, которые были бы абсолютно необходимы для существования жителей. Он указал, что Лихтенштейн был «маленьким и дружественным соседним государством, которое не по своей вине страдает в этой войне даже больше, чем сама Швейцария». Британское и французское правительства первоначально согласились при условии, что объём экспорта в 1915 году не превысит сумму, отправленную в том же году, однако итальянское правительство не согласилось, и запрос был отклонен.
Война привела к усложнению условий местного приграничного движения со Швейцарией. Были ограничены, а временами и вовсе прекращены торговые и пассажирские перевозки. С января 1915 года пересечение границы с Австрией стало возможно только по паспорту, также был усилен контроль на швейцарской границе и тоже введён паспортный контроль в 1917 году.
В целом, в ходе войны Лихтенштейну не угрожала оккупация, и ни одно государство не проявило заинтересованности в его захвате. Кроме того, он был удалён от театров военных действий; самый ближайший фронт находился в Южном Тироле между Австро-Венгрией и Италией.

### Экономика
Чтобы обеспечить снабжение продовольствием и сырьём и поддержать нуждающихся, 14 декабря 1914 года парламент избрал чрезвычайную комиссию. 30 декабря 1916 года в общинах были добавлены местные чрезвычайные комиссии. Правительство и государственная комиссия по чрезвычайным ситуациям издали постановления о максимальных ценах и расширении пахотных земель, об ограничениях и запретах на экспорт, а также о мерах нормирования. Правительство также пыталось бороться с кризисом с помощью продажи дешёвой еды и конфискации продуктов питания. Тем не менее, часть населения испытывала нехватку продовольствия, особенно после остановки поставок продовольствия из Австро-Венгрии в 1916 году. Но другие продукты повседневной жизни, такие как кожа, керосин, шерсть или уголь, в некоторых случаях уже были недоступны. Это привело к явному росту контрабанды и инфляции. Кроме того, австро-венгерская инфляция привела к снижению стоимости сбережений Лихтенштейна.
Государственные расходы увеличились в результате таких мер, как более дешёвая продажа продуктов питания. К концу 1915 года Лихтенштейн получал продукты питания из-за границы на 525 483 кроны, при этом государственный доход составлял 283 430 крон. Поскольку государственные доходы также упали, в основном из-за сокращения таможенных платежей, произошло резкое сокращение финансовых резервов и высокий государственный долг (в 1915 году: 144 289 крон). В 1918 году национальные счета удалось снова сбалансировать, поскольку новые налоги, такие как налог на военную прибыль, привели к увеличению доходов, с другой стороны, продовольственный долг в Швейцарии вырос до 413 638 швейцарских франков.
Война также сильно ударила по текстильной промышленности Лихтенштейна. Вскоре после начала войны фабрики были вынуждены вдвое сократить производство из-за нехватки сырья, а во второй половине 1917 года были остановлены прядильная фабрика в Вадуце и ткацкая фабрика в Тризене. Кроме того, сезонные рабочие из Лихтенштейна практически не находили возможности заработка в Швейцарии.
Контрабанда позволила частично облегчить экономические трудности. С конца 1918 года была налажена тайная торговля продуктами питания (в основном маслом, сыром, фруктами, коньяком, колбасой и другими мясными продуктами) из Форарльберга в Лихтенштейн, которые затем перепродавались на рынке Форарльберга как «лихтенштейнские товары» по завышенным ценам. Контрабанда достигла своего пика после окончания войны в 1918 году, когда распад Австро-Венгрии привел к ослаблению пограничного контроля. Центрами контрабанды были Бальцерс и Тризен в Оберланде, а также Руггелль и Шелленберг в Унтерланде. Контрабанда не обходилась без опасностей — об этом свидетельствуют различные несчастные случаи со смертельным исходом на Рейне, а также известен случай с контрабандистом из Тризнера, который был смертельно ранен выстрелом швейцарского пограничника в 1918 году. Незаконная торговля товарами через границу Швейцарии и Лихтенштейна прекратилась только после заключения таможенного союза со Швейцарией в 1924 году.

### Общество и культура
Население, стагнировавшее во время Первой мировой войны, выросло в 1920-х годах. Подавляющее большинство населения характеризовалось консервативным мышлением, лояльностью к монархии и близостью к церкви. Хотя в конце Первой мировой войны наблюдалось определённое раздражение по поводу политической и экономической ситуации, ни одна группа или партия не ставила своей целью революцию. Католическая церковь оказывала сильное влияние на общественную жизнь. Во многих областях государство и церковь поддерживали друг друга. Разногласия с государством возникли в ходе обсуждения конституции в 1921 года. Например, Епископ Чур пытался оказать влияние на вопрос об образовании и гарантии церковной собственности.
После войны не было никакого движения за присоединение к какой-либо соседней стране. В основном, общественность выражала определённый скептицизм в отношении того, сможет ли Лихтенштейн выжить самостоятельно или в конечном итоге будет аннексирован Швейцарией или Германией, войдя в состав Форарльберга.

### Болезни
В 1918 году в Лихтенштейне свирепствовал так называемый испанский грипп, который в 1918-20 годах унес по меньшей мере 25 миллионов жертв по всему миру. Во время пика эпидемии в Лихтенштейне (октябрь — ноябрь 1918 года) умерло 34 человека. Благодаря программам вакцинации снизилась заболеваемость инфекционными болезнями — корью, скарлатиной, краснухой и коклюшем.

### Лихтенштейнцы на войне

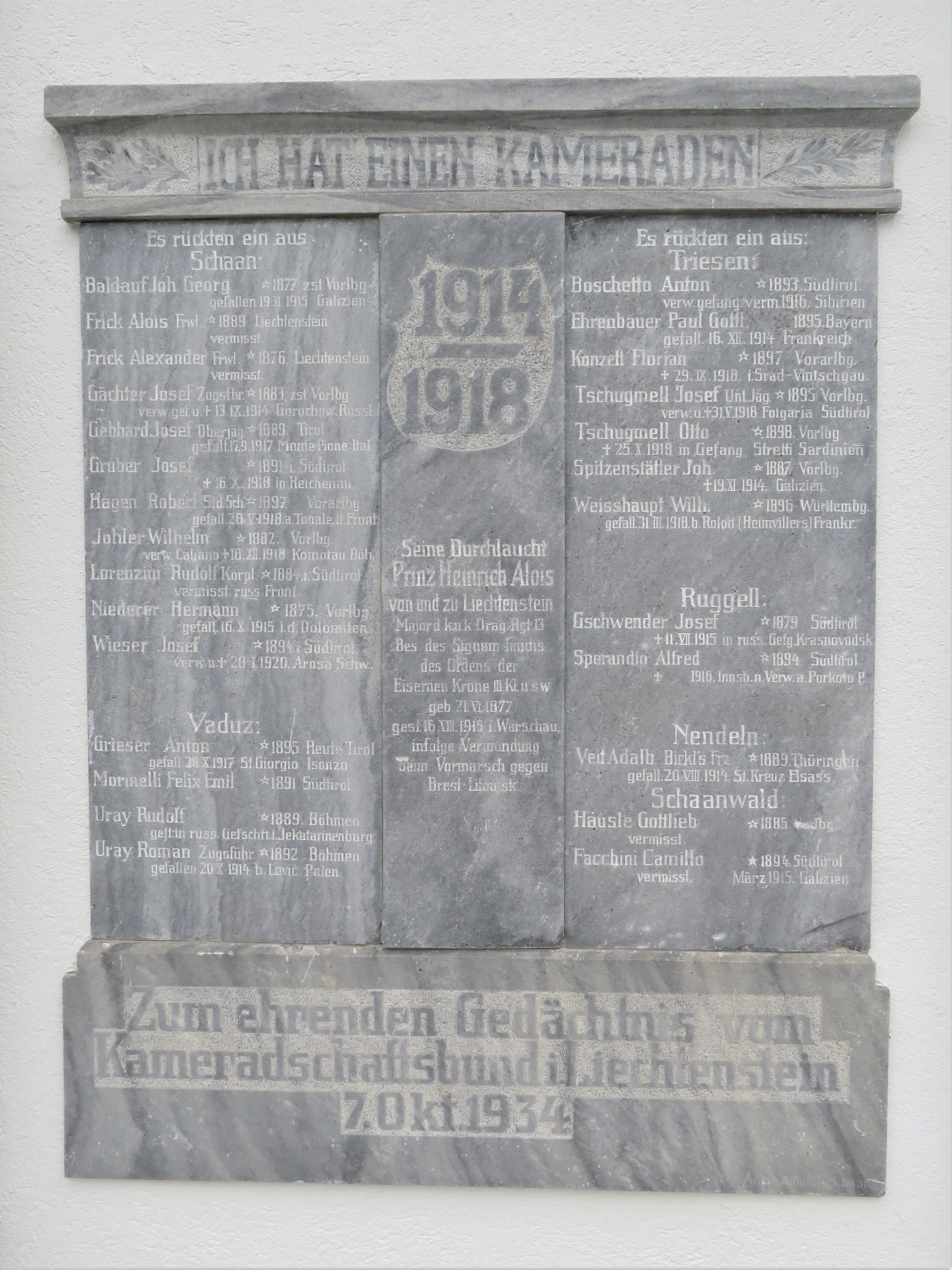
Мемориальная доска павшим лихтенштейнским добровольцам в Первой мировой войне на кладбище у часовни в Шане.

Непосредственно в войне участвовали иностранцы, проживающие в Лихтенштейне, которых призвали их родные государства, в основном австрийцы и немцы. 27 из них погибли или считаются пропавшими без вести. Четыре из дюжины или около того лихтенштейнцев, которые пошли добровольцами в немецкую и австрийскую армии, также не вернулись с войны. Некоторые из этих добровольцев несли службу недолго, другие — всю войну. Кроме того, несколько членов Дома Лихтенштейна боролись за Австро-Венгрию. Принц Генрих, дядя Франца Иосифа II, скончался 16 августа 1915 года от ран, полученных на войне. При этом власти Лихтенштейна указали, что павший принц был австрийским генералом и никоим образом не являлся представителем княжества. Они попросили американского посла в Вене объяснить, что Княжество Лихтенштейн считает себя нейтральным, а их нейтралитет, был доказан предоставлением дезертирам права на убежище и отказом от требований Австрии вернуть им этих дезертиров. Однако экономические санкции продолжались, и население страдало от этого.

### Шпионаж
В Лихтенштейне были известны случаи шпионажа в Первой мировой войне. Причины шпионской деятельности заключались в политических убеждениях, мотивах получения прибыли или наивности. В Швейцарии, которая сильно пострадала от шпионажа из-за своего географического положения и нейтралитета, один из лихтенштейнцев был приговорен к двум месяцам тюремного заключения в 1917 году за разведывательную деятельность. В Инсбруке в 1917 году двое лихтенштейнцев были взяты под стражу на семь месяцев или более года по подозрению в шпионаже в пользу Италии и освобождены в марте 1918 года за отсутствием доказательств.
Только один подданный, моряк торгового флота Альберт Хеммерл, был фактически интернирован в Великобритании в соответствии с положениями «Закона о защите королевства». Он содержался в тюрьме с конца 1914 года до конца войны. Он был интернирован не как вражеский иностранец, а потому что у него были «враждебные связи», поскольку он ранее служил на немецком торговом судне. 13 декабря 1918 года Министерство иностранных дел согласилось освободить Хеммерла при условии, что княжество гарантирует, что он не покинет Лихтенштейн.

### Ноябрьский путч

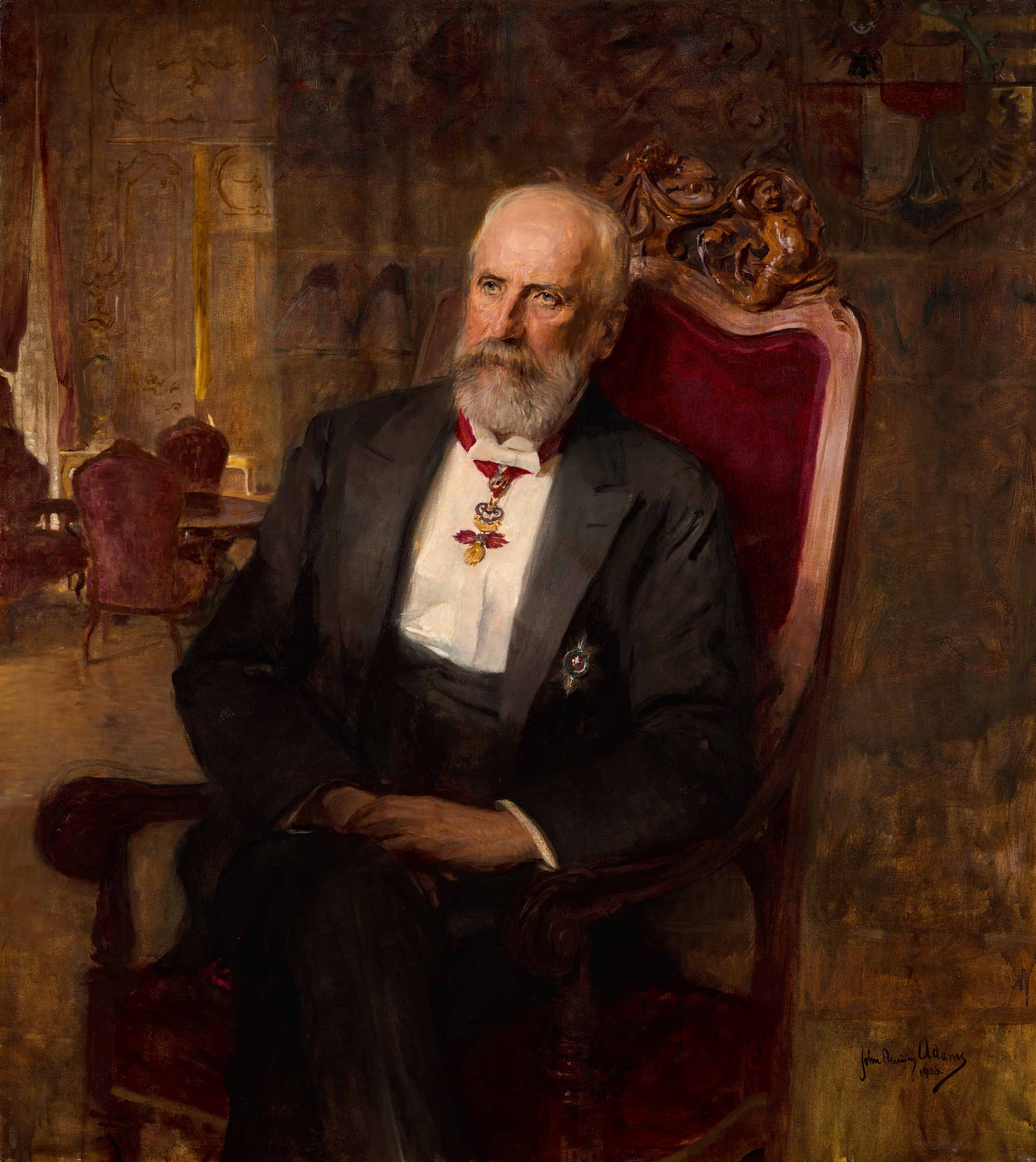
Иоганн II, князь Лихтенштейна на протяжении Первой мировой войны.

Начало Первой мировой войны в августе 1914 года стало тяжелым бременем для администрации. Конфликт был встречен с определённым энтузиазмом губернатором Леопольдом фон Имхофом, который был на стороне Австро-Венгрии. Но последствия войны, в виде трудностей снабжения продовольствия, росте цен и высокого уровня безработицы, застало врасплох Имхофа и всю государственную администрацию, которая не ожидала долгой войны.
В 1914 году Вильгельм Бек сформировал оппозиционную группу вокруг себя и в апреле основал «Oberrheinische Nachrichten», вторую лихтенштейнскую газету, ответственным редактором которой он был до 1921 года. На государственных выборах, состоявшихся осенью 1914 года, его группа выиграла четыре места из 15 мест, включая место Бека. С самого начала он выступал за социально-либеральные требования: дешёвая еда, бесплатные учебники, создание рабочих мест, прямое право голоса. Кроме того, Бек призвал к демократизации и — под лозунгом «Лихтенштейн лихтенштейнцам» — считал, что глава правительства должен в будущем иметь лихтенштейнское гражданство.
Вскоре Имхоф столкнулся с обвинениями в том, что меры, которые он приказал, были неадекватными. В результате он вступал в ожесточенные споры с формирующейся политической оппозицией вокруг Вильгельма Бека и его газеты «Oberrheinische Nachrichten». Также возникли конфликты с Государственной чрезвычайной комиссией. Чем дольше длилась война, тем больше критиковали Имхофа. В частности, основные обвинения и слухи были про контрабанду и коррупцию.
В ноябре 1918 года оппозиционеры Вильгельм Бек, Мартин Риттер и Фриц Вальсер, которые хотели видеть во главе правительства лихтенштейнца (Леопольд фон Имхов был австрийцем), подготовили смещение Имхофа. На заседании ландтага 7 ноября Имхоф попросил вотум доверия и одновременно заявил о своей готовности уйти в отставку. Ландтаг единогласно выразил ему доверие. Князь одобрил отставку Имхофа 13 ноября. Данные события получили название ноябрьский путч. После чего был сформирован временный исполнительный комитет с Вильгельмом Беком, Мартином Риттером и Йозефом Марксером, которые руководили делами правительства месяц, после чего в декабре 1918 новым губернатором стал Карл Лихтенштейнский. Попытки Леопольда остаться на княжеской службе не увенчались успехом. Правительство отказало Имхофу во взносе на пенсию, так как он имел право на неё только после десяти лет службы, однако пенсия всё-таки была предоставлена князем Иоганном II из личных средств в декабре 1919 года. Хотя Имхоф был эффективным административным работником, ему не удалось справиться с особыми трудностями Первой мировой войны.

## Последствия

### Общие последствия
Окончание войны и распад Австро-Венгерской империи не привели к территориальным изменениям для княжества Лихтенштейн. В отличие от Австрии, Венгрии и Германии, Лихтенштейн не испытал никаких революционных волнений (кроме ноябрьского путча). Однако последовали внутриполитические новшества и переориентация на Швейцарию. Лихтенштейну не было нужно объявлять независимость от Австро-Венгрии, как это сделали чехословаки или поляки, поскольку жители считали, что и так живут в независимом государстве. Поскольку ожидалось, что война не продлится долго, в начале войны не было принято никаких указов или постановлений ни на политическом уровне (вопрос нейтралитета), ни на экономическом (вопрос поставок продовольствия). Население часто считало импровизированные меры, принимаемые государственными органами, недостаточными. Это привело к росту недовольства части населения против правительства и, прежде всего, губернатора Леопольда фон Имхофа. Это недовольство дало возможность политической оппозиции, формировавшейся вокруг Вильгельма Бека и его газеты Oberrheinische Nachrichten, организоваться и заявить о себе. Ещё до окончания войны, в 1918 году были созданы первые партии Лихтенштейна, а затем произошла переориентация внешней политики с Австрии на Швейцарию и в 1921 году — реформа конституции. Глубокие изменения в преобразовании Центральной Европы после войны коснулись страны косвенно, а княжеского дома — самым непосредственным образом. Княжество также задолжало значительную сумму денег Швейцарии за продовольствие во время Первой мировой войны, а сама нехватка продовольствия, с которой Лихтенштейн столкнулся, стала значительным стимулом на достижение самообеспеченности в сельском хозяйстве.

### Вопрос международного признания

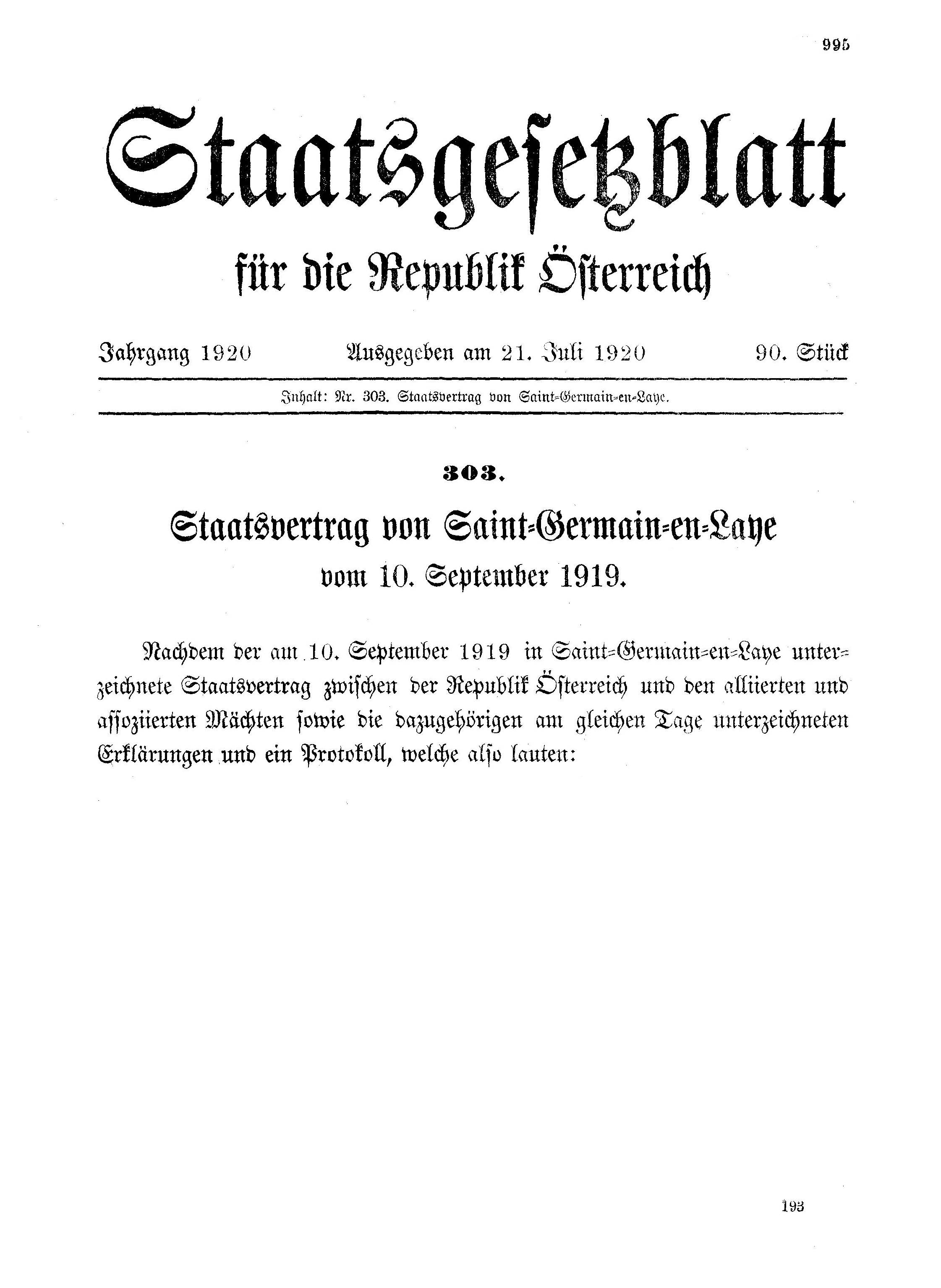
Уведомление австрийского правительства о заключении мирного договора в Сен-Жермене

Несмотря на интенсивные дипломатические усилия, Лихтенштейн не был представлен на мирных переговорах в Париже и при заключении Версальского договора, но получил косвенное признание своего суверенитета через его упоминание в Сен-Жерменском договоре.
Лихтенштейн безуспешно пытался добиться допуска к Парижской мирной конференции в Версале с целью обеспечить нейтралитет и суверенитет страны, а также укрепить позиции Княжеского дома в его усилиях против чехословацкой конфискаций собственности Лихтенштейна. В мае 1919 года он официально выразил желание принять участие в ней в знак признания его нейтралитета во время Первой мировой войны. Страны Антанты отказали ему в представительстве именно потому, что он оставался нейтральным и не встал на их сторону в войне.
13 ноября 1919 года Тео Рассел, британский министр в Берне, сообщил, что «Княжество Лихтенштейн желает вступить в как можно более тесные отношения со Швейцарией, теперь, когда особые отношения, которые он ранее поддерживал с Австрией, прекратили свое существование». В том же месяце британское и французское правительства договорились о том, что интересы Лихтенштейна в Лондоне и Париже могут быть доверены швейцарскому посольству там. Затем это было распространено на все должности за рубежом, где княжество не имело представителей.
14 июля 1920 года Эмиль Бек, поверенный в делах княжества в Швейцарии, официально обратился с просьбой о приеме Лихтенштейна в Лигу Наций. В заявлении утверждалось, что недавно был заключен договор между Лихтенштейном и Швейцарией, по условиям которого Швейцария взяла на себя управление почтовыми, телеграфными и телефонными службами в княжестве, и что в настоящее время подписывается соглашение о таможенном союзе. 6 декабря 1920 года Пятый комитет Лиги Наций сообщил, что «придерживается мнения, что заявление Лихтенштейна не может быть удовлетворено, поскольку это государство, по-видимому, не в состоянии выполнять все международные обязательства, наложенные пактом», но была достигнута договоренность о том, что швейцарскому представителю может быть разрешено представлять интересы Лихтенштейна в Лиге. Рекомендация была принята Ассамблеей 28 голосами против одного (только Швейцария поддержала вступление Лихтенштейна в Лигу Наций) при 13 отсутствующих или воздержавшихся странах. Назывались следующие причины, по которым ему было отказано во вступлении: маленькая площадь и население, чтобы иметь возможность вносить взносы, ожидаемые от государств-членов в рамках Устава Лиги Наций; также упоминалось об отсутствии армии и делегировании суверенных прав другим государствам (Австрии, Швейцарии). Однако, при этом в докладе, представленном Первой Ассамблее, Пятый комитет заявил:

Правительство Княжества Лихтенштейн было признано де-юре многими государствами. Оно заключило ряд договоров с различными государствами, например, в 1852 году оно заключило договор об экстрадиции с Бельгией; в 1863 году оно подписало Санитарную конвенцию в Дрездене… 
Княжество Лихтенштейн имеет стабильное правительство и фиксированные границы…
Оригинальный текст (англ.)The Government of the Principality of Liechtenstein has been recognized de jure by many States. She has concluded a number of Treaties with various States, for instance, in 1852, she concluded a Treaty of Extradition with Belgium; in 1863, she signed the Sanitary Convention at Dresden...
The Principality of Liechtenstein possesses a stable Government and fixed frontiers...

Следовательно, не было каких-либо сомнений в том, что с юридической точки зрения Княжество Лихтенштейн является суверенным государством. Другие карликовые государства, Монако и Сан-Марино, также пытались присоединиться к Лиге Наций, но они тоже получили отказ.
В 1920 году в Лихтенштейне был создан Международный банк. 11 марта 1920 года Оуэн Филлпоттс, коммерческий комиссар британского представительства в Вене, сообщил, что «предлагается, чтобы новый банк ввел новую валюту — специальные лихтенштейнские франки, которые, как предполагается, должны занять место австрийских крон, которые сейчас там ходят, и в конечном итоге будут установлены в размере половины швейцарского или золотого франка». Вместо этого было решено, что Лихтенштейн должен принять швейцарский франк, после подписания договоров о таможенном и валютном союзе в конце того же года.
Из всех послевоенных договоров, Лихтенштейн упоминается только в 27 статье Сен-Жерменского договора в связи с установлением границ Австрии, что княжество истолковывает как признание его суверенитета. В этом документе границы Австрии обозначались «со Швейцарией и Лихтенштейном как нынешняя граница». Хотя в документе была допущена ошибка — страна была названа «Lichtenstein» вместо «Liechtenstein» — это не имеет большого значения, поскольку важен сам факт, что в международном мирном договоре, прекращающий важный вооруженный конфликт, Лихтенштейн упоминается как страна, которая граничит с одной из бывших воюющих сторон. Таким образом, данный факт становится международным признанием вне всяких сомнений.

### Чехословацко-лихтенштейнские отношения

Распад Австро-Венгрии повлёк за собой образование Чехословакии и последующие проблемы отношения Лихтенштейна с ней.

Впервые проявились проблемы чехословацко-лихтенштейнских отношений после Первой мировой войны из-за Сен-Жерменского мирного договора. После распада Австро-Венгрии, Чехословакия получила независимость. Территориальные изменения, вызванные демаркацией новой границы между Чехословакией и Австрией, оказали значительное влияние на владения Лихтенштейна. Более того, лихтенштейнцам пришлось научиться жить в новой системе, управляемой конституцией, которая априори отрицала основные принципы, на которых основывались существование и государственность Лихтенштейна. Чехословацкая Республика, со своей стороны, изо всех сил пыталась примириться с наследием монархии, частью которого были роль и влияние присутствия Лихтенштейна в Богемии и Моравии. Отношения были ещё более омрачены лихтенштейнскими историческими мифами и стереотипами, которые повлияли как на отношение, так и на конкретные действия обеих сторон. Чехословакия не признала суверенитет Лихтенштейна в 1918 году, утверждая, что княжество является австрийским и поэтому должно быть присоединено к Австрии. Члены княжеской семьи потеряли более половины чешских земель с 1920 по 1938 год в результате чехословацкой земельной реформы, но с финансовой компенсацией. Остальную часть они потеряли после 1945 в результате экспроприации.

### Первичные источники
- Поэма о нейтралитете Лихтенштейна в Первой мировой войне
- Письмо губернатора Леопольда фон Имхофа князю Иоганну II

### СМИ
- Рожденные по необходимости